# Parco buoi
Parco buoi è un volgarismo della lingua italiana coniato nel XX secolo, che viene utilizzato quale sinonimo di massa di persone, volendo indicare, con questa espressione, quella categoria di piccoli e medi risparmiatori che, improvvisatisi investitori, agiscono sui mercati mobiliari e finanziari e che, senza disporre a volte della necessaria preparazione, fanno uso di strumenti di investimento rischiosi o esotici, destinati a operatori finanziari o investitori professionali: tale espressione, in particolare, trova significato nell'ambito dell'impresa consociativa, nel cui contesto indica quel gruppo di piccoli azionisti interessati esclusivamente all'investimento patrimoniale. A muovere tale massa di persone vi è l'attesa, o la promessa, di un facile guadagno, un'aspettativa, però, che li porta spesso a soffrire gravi perdite o essere vittime di veri e propri tracolli.
La metafora è utilizzata soprattutto in ambito giornalistico, anche in relazione a quei fenomeni di  crac e bancarotta finanziaria dei quali rimangono vittime risparmiatori più o meno inconsapevoli a partire dalla vicende storiche italiane del secondo Novecento.
La locuzione rappresenta una metafora che accosta questa folla di improvvisati investitori a una schiera di bovini in attesa, inconsapevoli di essere destinati al macello, mentre dietro di loro è già pronta una nuova generazione di capi di bestiame che andrà a sostituirli.